# Allgemeine Bodenabtragsgleichung
Mithilfe der Allgemeinen Bodenabtragsgleichung (ABAG) lässt sich der zu erwartende mittlere jährliche Bodenabtrag einer Fläche durch Wassererosion als Schätzung ermitteln.
Die allgemeine Bodenabtragsgleichung lautet:
{\displaystyle A=R\cdot K\cdot L\cdot S\cdot C\cdot P}
mit
- A: langjähriger, mittlerer jährlicher Bodenabtrag [t/ha/a] als zu errechnende Größe
- R: Erosivitätsfaktor (auch: Regen- und Oberflächenabflussfaktor) [kJ/m² · mm/h/a] bzw. [N/h/a]; drückt die auf den Boden wirkenden Ablöse- sowie Transportkräfte aus.
- K: Bodenerodierbarkeitsfaktor [(t/ha) / (kJ/m² · mm/h)] bzw. [(t/ha) / (N/h)]; Maß für Empfindlichkeit (Erodibilität) eines Bodens unter Standardbedingungen, d. h.: Hanglänge = 22 m; Hangneigung = 9 %; vegetative Bodenbedeckung: keine; saatbettbereite Schwarzbrache.
- L: Hanglängenfaktor [–] als Verhältnis des Bodenabtrages eines beliebig langen Hanges zum Bodenabtrag mit Standardhanglänge (siehe Faktor K).
- S: Hangneigungsfaktor [–] als Verhältnis des Bodenabtrages eines beliebig geneigten Hanges zum Bodenabtrag mit Standardhangneigung (siehe Faktor K).
- C: Bodenbedeckungs- und -bearbeitungsfaktor [–] als Verhältnis des Bodenabtrages bei Kultivierung bestimmter Fruchtarten/Fruchtfolgen zum Bodenabtrag unter Standardbedingungen (siehe Faktor K).
- P: Erosionsschutzfaktor [–] als Verhältnis des Bodenabtrages bei Anwendung bestimmter Erosionsschutzmaßnahmen zum Bodenabtrag ohne Erosionsschutz sowie mit Bodenbearbeitung in Gefällerichtung.

Wenn für den einen Faktor kein Wert vorliegt, wird an seine Stelle eine 1 gesetzt; er geht somit nicht in die Berechnung ein. Dementsprechend ist bei der Betrachtung von Abträgen die Datenlage zu beachten.
Die ABAG ist die Übertragung der amerikanischen Gleichungen USLE (Universal soil loss equation) und der neueren, überarbeiteten Variante, der RUSLE (Revised USLE), auf europäische Verhältnisse durch Schwertmann, Vogl und Kainz, 1987. Viele freie und kommerzielle Softwareausführungen nutzen die USLE zur Modellierung der Erosion durch Wasser bei Niederschlagsereignissen. Die Berechnung des Abtrages mit der ABAG kann GIS-gestützt (Geographische Informationssysteme (GIS)) vorgenommen werden. In der einfachsten Version wird jeder Faktor in einem Layer abgelegt. Die Layer werden im GIS multipliziert und graphisch dargestellt, beispielsweise im Erosionsatlas für Bayern (erstmals 1986 erarbeitet, seitdem mehrfach überarbeitet). Fortgeschrittene GIS-Versionen erlauben es aber auch, die Wirkung der hangaufwärts liegenden Flächen zu berücksichtigen und so hochaufgelöst den Abtrag zu berechnen.